# 1785 w literaturze
Wydarzenia literackie w 1785 roku.

## Nowe książki
- Immanuel Kant – Uzasadnienie metafizyki moralności (oryg. Grundlegung zur Metaphysik der Sitten)
- Michał Dymitr Krajewski – Wojciech Zdarzyński, życie i przypadki swoje opisujący
- Karl Philipp Moritz – Anton Reiser (do roku 1790)
- Rudolf Erich Raspe – Przygody barona Münchhausena
- Donatien-Alphonse-François de Sade – 120 dni Sodomy czyli szkoła libertynizmu (oryg. Les cent vingt journées de Sodome ou l'École du libertinage)

## Urodzili się
- 4 stycznia – Jacob Ludwig Karl Grimm, niemiecki baśniopisarz (zm. 1863)